# Redlegs
Redlegs (cioè "gambe rosse" in lingua inglese) è un termine con cui si designavano i bianchi poveri che vivevano sulle isole caraibiche di Barbados, Saint Vincent e Grenadine e Grenada. Molti di essi erano inglesi, irlandesi e scozzesi giunti in queste isole come servitori oppure come prigionieri deportati (soprattutto al tempo di Oliver Cromwell, durante la ribellione di Monmouth e le guerre civili in Scozia ed in Irlanda). Vi erano inoltre piccole comunità di tedeschi e portoghesi, impiegati come lavoratori nelle piantagioni.
I redlegs, il cui nome deriva dagli effetti che aveva il sole tropicale sulla loro pelle chiara, erano di fatto considerati degli "schiavi bianchi".
Nell'isola di Barbados, dove si trovava la comunità più grande, i redlegs vivevano in estrema povertà: sull'isola, infatti, non vi era domanda di manodopera bianca poiché gli schiavi africani venivano impiegati in qualsiasi tipo di attività o, comunque, erano i redlegs stessi a rifiutarsi di lavorare nelle piantagioni insieme agli schiavi affrancati. Fu così che intorno alla metà del XIX secolo si decise di trasferire parte della comunità su altre isole, più favorevoli dal punto di vista economico.
Per questo motivo, oggi, i discendenti dei redlegs abitano non solo a Barbados, ma anche nelle isole di Grenada e Bequia e nel distretto di Dorsetshire Hill (isola di Saint Vincent).